# FC Eintracht Bamberg
El FC Eintracht Bamberg es un equipo de fútbol de Alemania que juega en la Bayernliga, la quinta liga de fútbol más importante del país.

## Historia
Fue fundado el 1 de abril del 2006 en la ciudad de Bamberg a raíz de la fusión de los equipos 1. FC Bamberg y TSV Eintracht Bamberg, cuenta con más de 1500 miembros y es una de las asociaciones deportivas más numerosas de la Alta Franconia, ya que cuenta con secciones en boliche, karate, gimnasia, tenis, tenis de mesa y voleibol.
Los dos equipos habían tenido diferencias en cuanto a si se fusionaban, aunque en enero se acordó la fusión y que el nuevo equipo tomaría el lugar del 1. FC Bamberg en la Bayernliga, quedando en quinto lugar en su temporada inaugural, donde lograron ascender a la Regionalliga debido a que el Sportfreunde Siegen mostraba insolvencia económica y que al SpVgg Bayreuth le negaron la licencia para competir en la Regionalliga en 2008.
El club terminó a mitad de tabla en la temporada 2009/10, pero su insolvencia económica lo hizo desaparecer, apareciendo el FC Eintracht Bamberg 2010 y entrando en la Beyernliga en la temporada 2010/11.
En la temporada 2011/12 obtuvieron en ascenso a la recién creada Regionalliga Bayern.

## Palmarés
- Bayernliga Nord: 1

2023
- Bezirksoberliga Oberfranken: 1 (V-VI)

2008‡
- ‡ Equipo Reserva

## Entrenadores
Lista de entrenadores desde su fundación:
| Nombre                  | Desde                    | Hasta                    |
| Ulrich Pechtold         | 1 de julio de 1996       | 30 de junio de 2005      |
| Christoph Starke        | 1 de julio de 2005       | 15 de diciembre de 2009  |
| Dieter Kurth            | 6 de enero de 2010       | 30 de junio de 2010      |
| Christoph Starke        | 1 de julio de 2010       | 30 de junio de 2012      |
| Petr Škarabela          | 1 de julio de 2012       | 27 de marzo de 2013      |
| Dieter Kurth            | 28 de marzo de 2013      | 19 de septiembre de 2013 |
| Hans-Jürgen Heidenreich | 19 de septiembre de 2013 | 30 de junio de 2014      |
| Roberto Pätzold         | 1 de julio de 2014       | 18 de octubre de 2014    |
| Tobias Fuchs            | 19 de octubre de 2014    | 5 de diciembre de 2014   |
| Norbert Schlegel        | 5 de diciembre de 2014   | 27 de octubre de 2015    |
| Petr Škarabela          | 27 de octubre de 2015    | 30 de junio de 2016      |
| Georg Lunz              | 1 de julio de 2016       | 4 de abril de 2017       |
| Christian Ott           | 7 de abril de 2017       | 30 de junio de 2017      |
| Michael Hutzler         | 1 de julio de 2017       | 30 de junio de 2021      |
| Julian Kolbeck          | 1 de julio de 2021       | Presente                 |

## Temporadas recientes
| Temporada | Liga                | División | Posición |
| 2006–07   | Bayernliga          | IV       | 5º       |
| 2007–08   | Bayernliga          | IV       | 5º ↑     |
| 2008–09   | Regionalliga Süd    | IV       | 10º      |
| 2009–10   | Regionalliga Süd    | IV       | 17º ↓    |
| 2010-11   | Bayernliga          | V        | 8º       |
| 2011–12   | Bayernliga          | V        | 8º ↑     |
| 2012–13   | Regionalliga Bayern | IV       | 13º      |
| 2013–14   | Regionalliga Bayern | IV       | 10º      |
| 2014–15   | Regionalliga Bayern | IV       | 18º ↓    |
| 2015–16   | Bayernliga Nord     | V        | 18º ↓    |
| 2016–17   | Landesliga Bayern   | VI       | 16º      |

- Con la introducción de las Bezirksoberligas en 1988 como el nuevo quinto nivel, por detrás de las Landesligas, todas las ligas bajaron un nivel. Con la introducción de las Regionalligas en 1994 y de la 3. Liga en 2008 como el nuevo tercer nivel, por debajo de la 2. Bundesliga, todas las ligas bajaron un nivel. Con el establecimiento de la Regionalliga Bayern como el nuevo cuarto nivel en Baviera en 2012, la Bayernliga fue la combinación de las divisiones norte y sur, el número de Landesligas se expandió de 3 a 5 y las Bezirksoberligas desaparecieron. Todas las ligas por debajo de las Bezirksligas subieron un nivel.